# فیویتسانو
فیویتسانو (به ایتالیایی: Fivizzano) یک کومونه در ایتالیا است که در استان ماسا-کارارا واقع شده‌است.

## خصوصیات
فیویتسانو ۱۸۰ کیلومترمربع مساحت و ۹٬۱۷۴ نفر جمعیت دارد و ۳۳۲ متر بالاتر از سطح دریا واقع شده‌است.

## خواهرخوانده
شهرهای Bir Gandus و Steinhagen خواهرخوانده‌های فیویتسانو هستند.